# Río Ise
 El Ise es un río casi natural de 43 km de largo de la Baja Sajonia Oriental y Sajonia-Anhalt, Alemania. Cruza el distrito de Gifhorn de norte a sur y desemboca en el Aller en el mismo Gifhorn. 

## Curso
El nacimiento del Ise se encuentra a una altitud de 74 metros sobre el nivel del mar y su desembocadura a 51 metros. Su pendiente de 0,05% es muy suave. Las aguas del Ise fluyen a través del Aller y el Weser hacia el Mar del Norte. 
El Ise se forma al oeste de Neuekrug en Sajonia-Anhalt, inmediatamente en la antigua frontera de Alemania Interior con Baja Sajonia, por la confluencia de varios pequeños arroyos. En esta región fronteriza de Baja Sajonia el río suele secarse en verano, pero por debajo del punto en que se une con la acequia de Rade (Graben) su flujo de agua es más consistente. 
Desde allí el Ise fluye por los pueblos de Stöcken (un distrito de Wittingen), Wollersdorf (un distrito de Wittingen), Wentorf (un distrito de Obernholz), Hankensbüttel, Alt Isenhagen (un distrito de Hankensbüttel), Wunderbüttel (un distrito de Wittingen), Schönewörde, Wahrenholz, Wagenhoff, Neudorf-Platendorf, Kästorf (un distrito de Gifhorn) y Gamsen (un distrito de Gifhorn) a Gifhorn. El único indicador de nivel de agua del río (Pegel) se encuentra cerca de Neudorf-Platendorf, a 13,4 km de su desembocadura. 
Justo antes de Gifhorn, el Ise alimenta el foso del castillo en Gifhorn y el lago Mühlensee, en el que se encuentra el Museo del Molino de Gifhorn. En el centro de la ciudad de Gifhorn, el Ise se encuentra con el Aller, poco después del punto en el que se represa para alimentar un molino. En el léxico antiguo, Gifhorn se caracteriza por ser un antiguo "castillo de pantano" (Sumpfburg) en los dos ríos. 

## Zona de captación
El Ise tiene una cuenca hidrográfica de 421,1 kilómetros cuadrados. Está dividido en dirección norte-sur por el Canal Lateral del Elba que fluye a una altitud de 65 metros sobre el nivel del mar. El arroyo natural pasa por debajo del canal por unas alcantarillas. Los afluentes más importantes del Ise son el Bruno, el Beberbach y el Knesebach; otros son el Fulau, el Gosebach, el Isebeck, el Momerbach y el Riet. La cuenca del Elba comienza al este de la región del Ise. 
El informe de calidad del agua de Baja Sajonia de 2004 evaluó la contaminación química del agua del Ise como variable. Los valores de contaminación orgánica, nitrato, amonio y fosfato variaron de levemente contaminado a gravemente contaminado. En el Jägerhof, un destino popular para los excursionistas, en el B 188 cerca de Gifhorn ha habido una estación de prueba desde 1967 donde se mide la calidad del agua.  La Lenteja Blanca, una especie de planta que está en peligro de extinción en Baja Sajonia, crece muy lozana en esta zona en particular. 

## Puntos de interés

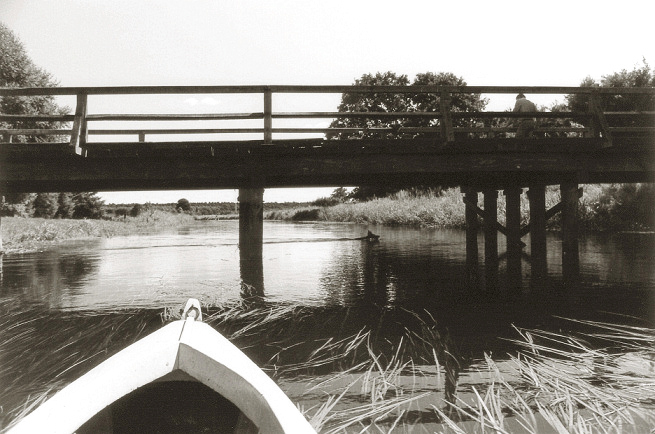
El Ise cerca de Gifhorn, visto desde un bote

El Ise solía ser mantenido por la Asociación Iseverband Wasser en Wahrenholz, pero ha sido reemplazada por la Aller-Ohre-Verband en Gifhorn. No hay navegación en el río pero es muy adecuado para excursiones en canoa (se pueden alquilar barcos cerca de Gifhorn). En los últimos decenios se ha descubierto que el Ise y su paisaje circundante es un hábitat natural valioso, por lo que su utilización para la conservación de la naturaleza se ha convertido en una prioridad máxima. En general, el río atraviesa una amplia zona de praderas planas, lejos de las zonas habitadas, en una región poco poblada. Poco antes de su desembocadura en Gifhorn, cerca de las orillas del río, se encuentran el Museo del Molino de Gifhorn y el Castillo de Gifhorn. Varios cientos de metros río abajo se encuentra otro molino, el Cardenapsmühle. Este ha sido un molino de agua por lo menos desde el 27 de enero de 1213 (cuando se mencionó en una escritura de donación de Otto IV) y, hasta su cierre en 2004, fue uno de los molinos en funcionamiento más antiguos de Europa. 

## Hábitat de la nutria

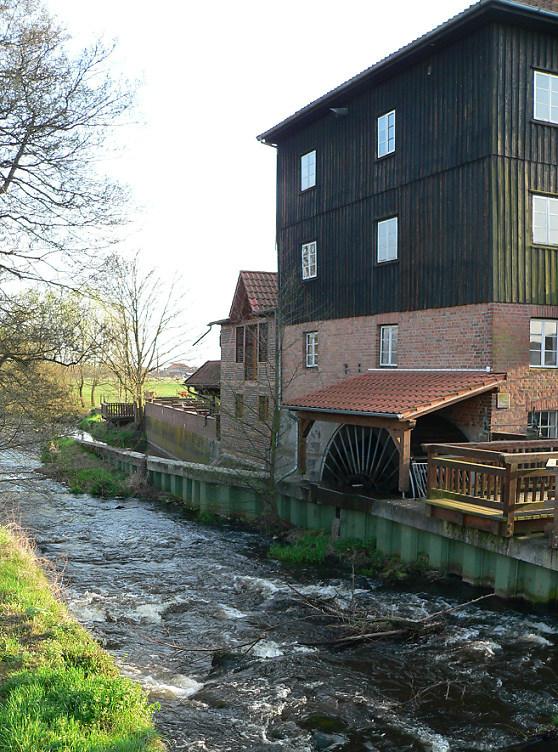
Molino de agua en el Ise en Wahrenholz

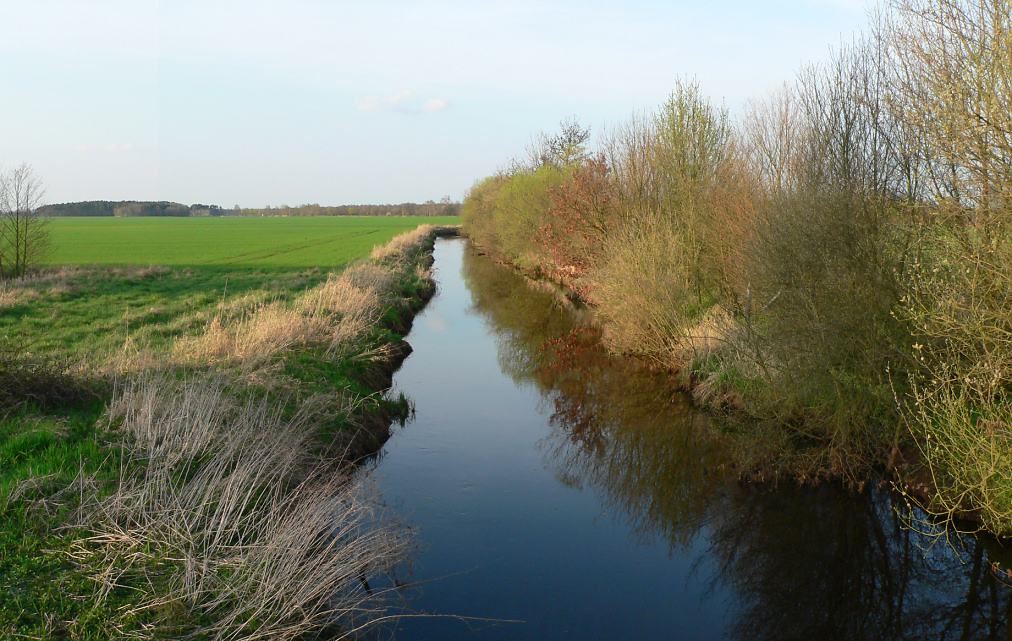
El Ise cerca de Neudorf-Platendorf

El arroyo Emmer (Emmer-Bach), que desemboca en el Ise, fluye a través de Hankensbüttel, donde se encuentra el Centro de la Nutria. El Centro de la Nutria es un destino turístico muy popular con unos 100.000 visitantes al año. Desde 1987 han trabajado en la revitalización del Ise. Como parte de un proyecto de investigación y desarrollo, se ha realizado mucho trabajo en el valle. El objetivo era crear un entorno autosuficiente alrededor de la vía fluvial. La principal especie animal para este proyecto fue la nutria europea. Desde 1987 el Proyecto de Conservación de la Nutria (Aktioischottn Ferschutz) ha adquirido unas 500 hectáreas de tierras agrícolas junto al río y ha convertido la mayor parte de ellas en pastizales. Además, se han plantado alisos en 46 km de la orilla no utilizada del río. Como parte de la labor científica a largo plazo que acompaña al proyecto, se ha documentado y evaluado su desarrollo. 

## Nombre derivados
El antiguo distrito de Isenhagen, ahora parte del distrito de Gifhorn, fue nombrado en parte por el río y su periódico local es el Isenhagener Kreisblatt. En las cercanías, no lejos del río, está la antigua Abadía de Isenhagen. Fue usada como monasterio hasta la Reforma Protestante y desde entonces se ha convertido en un convento protestante. 

## Maderadas
En 1571 el duque de Celle, Guillermo el Joven, presentó un plan para transportar troncos flotando por el Ise, una actividad conocida como "Flößerei". Su propósito era transportar troncos de los bosques reales a la ciudad ducal Residenz de Celle, donde se necesitaban como combustible para calentar el castillo de Celle y otros edificios reales. En el Ise al norte de Gifhorn había varios bosques reales que podían haber sido talados. Por alguna razón el proyecto no se llevó a cabo. En 1617 el transporte de troncos a Celle fue propuesto de nuevo por los funcionarios de Knesebeck y Gifhorn al Duque de Celle, en este momento Christian el Viejo. Las estimaciones de la época cifraban el coste del transporte de troncos en caballo y carro en unas 10 veces el del transporte en balsa por el río. Estos planes fracasaron en las rocas de la Guerra de los Treinta Años que comenzó en 1618. Como resultado, el transporte de madera en balsa por el Ise no se introdujo hasta el reinado del duque Christian Louis. Para ello llamó a un ingeniero forestal de Harzburg y a un agrimensor de minas de Clausthal para que le asesoraran. En las montañas del Harz tenían mucha experiencia en las maderadas porque se necesitaban troncos para las ferrerías. Basándose en las recomendaciones de los asesores, en 1659 el río fue limpiado de basura, arbustos y barro por varios cientos de agricultores reclutados para este fin. Se hicieron extensos movimientos de tierra para corregir el curso de muchos meandros y acortar el curso del río. Los cortes del canal en el valle de Ise dejaron brazos muertos artificiales. Se construyeron esclusas de madera con canales en Wahrenholz y Gifhorn. La primera prueba se llevó a cabo en 1659 y la maderada comenzó oficialmente en el Ise en 1661 cuando 4.400 estéreos de leña fueron transportados a Gifhorn y de ahí por el Aller a Celle.
Para empezar, se emplearon 100 hombres en la tarea. Liberaron troncos que se habían atascado en puntos críticos como las esclusas, curvas, puentes y brazos muertos. Más tarde se empleó una fuerza laboral más pequeña. En buenas condiciones, las balsas de troncos tardaban 10 días en llegar a Celle; de lo contrario, podría demorar hasta 3 semanas. Había 10 puntos de reunión en el Ise donde los troncos se unían en balsas. Las balsas de troncos tenían unos 2,5 metros de ancho por unos 20 metros de largo. El equipo de tala estaba compuesto por 2 o 3 balseros. Las pérdidas ocurrían como resultado del hundimiento o el robo de troncos en el camino. En Gifhorn, donde el Ise entra en el Aller, los troncos continuaban ron hasta Celle. En Celle llegaban a almacenarse en una presa de agujas y luego eran arrastrados a tierra. Después de la muerte del duque George William, en 1705, las maderadas en el Ise y el Aller entraron en declive. Cuando la familia real se mudó a Hannover, Celle perdió el brillo barroco de una ciudad de Residenz. Los vendedores de balsa se hicieron cargo del negocio. Alrededor de 1880, las maderadas en el Ise finalmente desaparecieron. La causa fue la reforma de las pistas y caminos y la construcción de aserraderos en las cercanías de los bosques. 